# Suspicion (Les Soprano)
Pour les articles homonymes, voir Suspicion.
Suspicion (College) est le cinquième épisode de la série télévisée Les Soprano. Il a été écrit par David Chase et James Manos, Jr., réalisé par Allen Coulter et diffusé à l'origine le dimanche 7 février 1999 sur HBO.
Tony Soprano et sa fille, Meadow, vont dans le Maine afin de visiter les universités ; sur la route, ils parlent de la nature des « affaires » de Tony. Carmela combat la grippe et trouve du réconfort auprès du père Intintola après avoir découvert que la thérapeute de Tony est une femme. Tony reconnaît un ancien associé qui a rejoint le programme de protection des témoins et le traque pour les « affaires. »
Cet épisode est reconnu comme un des meilleurs de la série, noté comme étant le meilleur par Time Magazine et Entertainment Weekly.

## Synopsis
Tony emmène Meadow en voyage dans le Maine pour visiter trois collèges qu'elle envisage. Pendant le trajet, Tony est surpris lorsqu'elle lui demande s'il est "dans la mafia", et il nie. Lorsque Meadow est sceptique, il admet qu'une partie de ses revenus provient du jeu illégal et d'autres activités. Meadow admet qu'elle a pris du speed pour étudier pour ses SAT mais, quand Tony réagit avec colère, ne dira pas où elle l'a obtenu. Tous deux semblent soulagés par cette honnêteté mutuelle sur des sujets difficiles.
Dans une station-service, Tony pense apercevoir Fabian "Febby" Petrulio, un ancien membre de la famille DiMeo qui est entré dans la protection des témoins après avoir déposé la preuve de l'État. Tony demande à Christopher d'exécuter le numéro de plaque de sa voiture et découvre qu'il s'appelle désormais "Fred Peters". Tony décide de localiser et d'exécuter Petrulio tout en poursuivant son voyage avec Meadow. Il la laisse avec des étudiants qu'elle a rencontrés et confirme l'identité de Petrulio lorsque, dans le bureau de son entreprise de voyage, il voit un buste sculpté- un de ses passe-temps quand il était dans la famille DiMeo. Petrulio, qui sent que quelqu'un le surveille, trouve le motel où séjournent Tony et Meadow et pointe son arme de poing sur Tony, qui ne se doute de rien; la présence de deux autres invités l'empêche de tirer. Le lendemain matin, Tony dépose Meadow pour une interview. Il retrouve Petrulio à son bureau et le garrote . Plus tard, lors d'un trajet vers une autre université, Meadow interroge Tony sur la boue sur ses chaussures et une coupure à la main. Elle peut dire qu'il ne répond pas honnêtement et après un certain temps, elle ne pose plus de questions.
Pendant que Tony et Meadow sont absents, et avec AJ dormant chez un ami, le père Phil Intintola passe pour profiter de la cuisine et du vin de Carmela . Le Dr Melfi téléphone pour reporter le rendez-vous de Tony; Carmela, découvrant que le thérapeute de Tony est une femme, suppose qu'il couche avec elle. Lors de la confession , Carmela raconte au père Phil ses craintes pour sa famille et son âme, et il administre la communion. Elle sirote le vin; il vide la tasse. Ils s'endorment ensemble sur le canapé ; à moitié réveillés, ils sont sur le point de s'embrasser, mais le père Phil s'abstient soudain et marche en se balançant vers les toilettes, où il vomit. Il passe la nuit sur le canapé. Le matin, Carmela dit fermement : « Nous n'avons rien fait. Tony et Meadow reviennent ce jour-là. Carmela dit à Tony que le père Phil est resté la nuit. Elle contrecarre ses commentaires sarcastiques en lui disant que Melfi a appelé.

## Autour de l'épisode

### Décès
- Fabian « Febby » Petrulio : étranglé par Tony.

### Titres
- Allemand : Reise in die Vergangenheit (Voyage dans le passé)
- Anglais : College (Université)
  - Tony et Meadow visitent les universités de la Nouvelle-Angleterre.
- Espagnol : Universidad (Université)
- Italien : Un conto da saldare (Un compte à régler)

### Récompenses
- Emmy Awards : 
  - Meilleur scénario pour une série dramatique - James Manos, Jr. et David Chase
  - Meilleure actrice principale dans une série dramatique - Edie Falco (Carmela Soprano)

### Tournage
Les scènes d'universités et du Maine ont été en réalité tournées dans la campagne du New Jersey. Les scènes d'extérieur des universités ont été réalisées à la Drew University à Madison.

### Production
- Le créateur de la série, David Chase, a déclaré que lorsqu'HBO a lu le scénario pour la première fois, ils n'ont pas voulu du meurtre de Febby par Tony. Les producteurs disaient que Chase avait tellement bien construit Tony en tant que personnage sympathique qu'ils pensaient que si Tony commettait un meurtre de sang froid, les fans ne voudront plus de lui et la série perdraient son protagoniste. Chase a dit qu'il pensait que les fans n'auraient plus voulu de Tony si le personnage ne commettait pas ce meurtre parce que cela le rendrait faible[3]. Finalement, la proposition de Chase a été retenue et l'épisode est devenu l'un des préférés des fans.
- Chase a déclaré que cet épisode était l'un de ses préférés à cause de sa nature autonome[4]. James Gandolfini (Tony Soprano) et Jamie-Lynn Sigler (Meadow Soprano) en parlent de la même manière.